# リリオ・リー
リリオ・リー（Riilio Rii、1994年6月26日 - ）は、バヌアツのボート（ローイング）選手。2021年の東京オリンピックのボート男子シングルスカルに出場した。開会式では旗手を務めた。

## 主な戦績
| 年   | 大会             | 開催地           | 種目           | 順位 | 記録      | 備考 |
| ---- | ---------------- | ---------------- | -------------- | ---- | --------- | ---- |
| 2018 | 世界ボート選手権 | プロヴディフ     | シングルスカル | 31位 | 7分24秒51 |      |
| 2019 | 世界ボート選手権 | オッテンスハイム | シングルスカル | 41位 | 7分47秒55 |      |
| 2021 | オリンピック     | 東京             | シングルスカル | 30位 | 7分49秒82 |      |